# Hit Parade of 1943
Hit Parade of 1943 (bra: Nasce o Amor) é um filme norte-americano de 1943, do gênero musical, dirigido por Albert S. Rogell e estrelado por John Carroll e Susan Hayward.

## Produção
Este é o terceiro dos cinco filmes da série Hit Parade..., iniciada pela Republic Pictures em 1937. Os demais foram produzidos em 1940, 1947 e 1950.
Jule Styne e Harold Adamson compuseram quatro canções para o filme, sendo que uma delas, Change of Heart, foi indicada ao Oscar. A trilha sonora, de Walter Scharf, também foi lembrada pela Academia.
Entre as atrações especiais, estão Dorothy Dandridge, Count Basie, The Music Maids e The Harlem Sandman.
Hit Parade of 1943 foi relançado em 1949 com o título de Change of Heart.

## Sinopse
Rick Farrell, compositor fracassado, rouba uma canção da iniciante Jill Wright. Desmascarado, ele a contrata como ghost-writer, sem desconfiar que ela está somente esperando o momento certo de expor a fraude.

## Principais premiações
| Prêmio | Categoria                                                   | Situação |
| ------ | ----------------------------------------------------------- | -------- |
| Oscar  | Melhor Canção Original Melhor Trilha Sonora (filme musical) | Indicado |

## Elenco
| Ator/Atriz      | Personagem          |
| --------------- | ------------------- |
| John Carroll    | Rick Farrell        |
| Susan Hayward   | Jill Wright         |
| Gail Patrick    | Toni Jarrett        |
| Eve Arden       | Belinda Wtight      |
| Melville Cooper | Bradey Cole         |
| Walter Catlett  | J. Macclellan Davis |
| Mary Treen      | Janie               |
| Tom Kennedy     | Westinghouse        |
| Astrid Allwyn   | Joyce               |
| Tim Ryan        | Brownie             |